# オープンサイト (実験室)

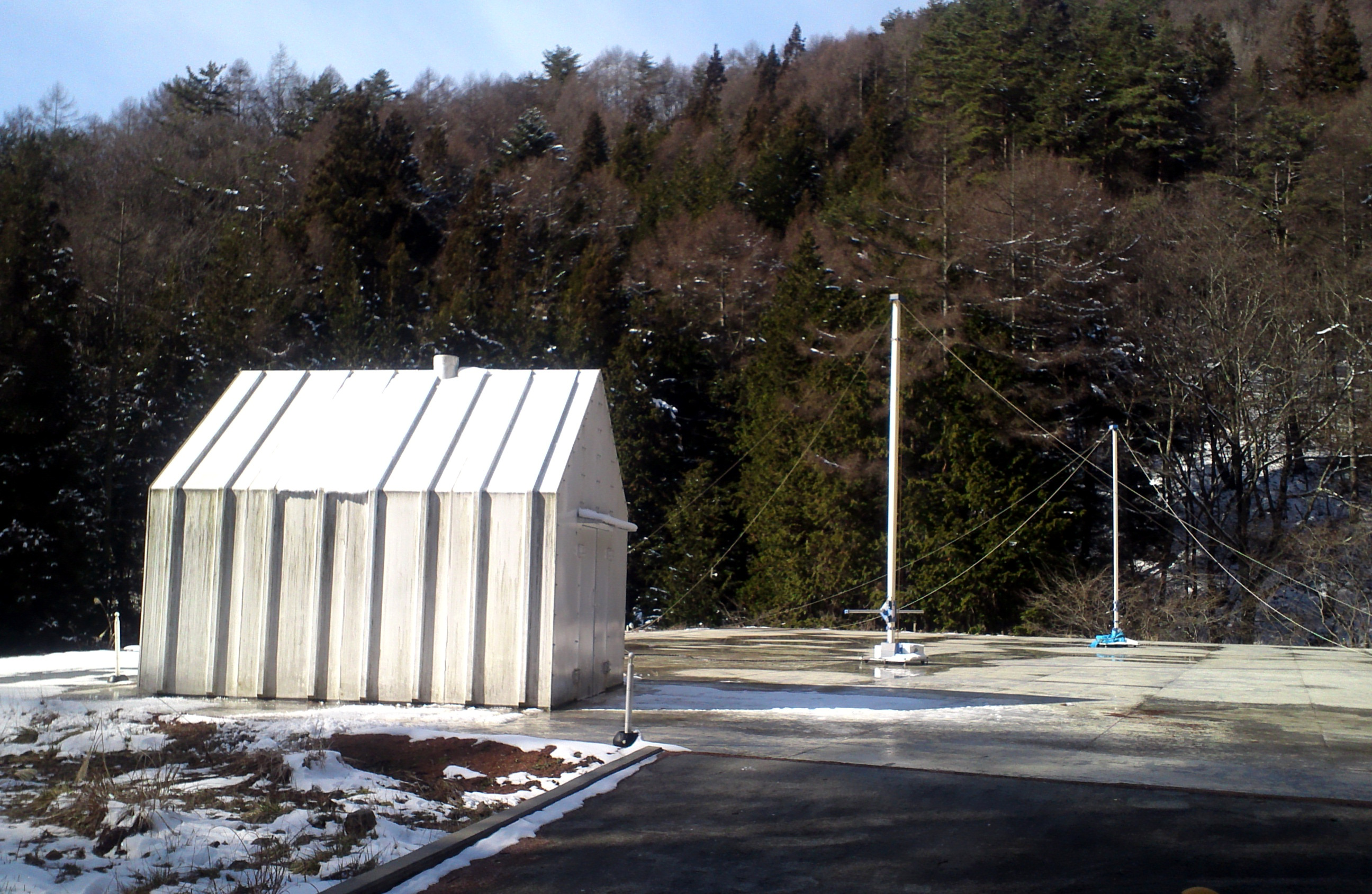
長野県工業技術総合センターが所有する長野県岡谷市の施設

オープンサイト(open site) とは、EMC計測などに使用する、屋外に設けられた実験設備である。

## 規格
オープンサイトの規格は、CISPRによって細かく決められている。設備の大きさについては、被測定機器と測定アンテナの距離によって規定され、3m法、10m法、30m法の三種類がある。

## 構成

### 回転台(ターンテーブル)
被測定機器を設置する、360度以上の回転が可能な台。回転しても、被測定機器には途切れることなく電源が供給される。回転動作は測定室から遠隔操作できるようになっている。
回転台の回りには、被測定機器を雨露から守るための屋根や壁を備えているが、これらにはFRPなどの電波を通過させる材質を使用する。

### 測定用アンテナ
測定用には、広帯域アンテナを使用する。230MHz以下はバイコニカルアンテナ、230MHz以上はログペリアンテナが使われることが多い。アンテナは、水平・垂直の取り付け変更と、地表面からの高さが変えられるような可動式ポールに取り付けられる。

### 金属大地面
地表面での電波反射を安定にするため、回転台と測定アンテナの間と周囲には、鉄板や金網を使った金属大地面が設置される。

### 測定室
回転台やアンテナの操作を行い、アンテナで受信された電波を数値化する測定器を備えた部屋。測定器に外来雑音を受けないように、また測定機器から発生する雑音が測定を妨害しないように配慮されている。

## 立地
民家、工場、自動車などの外来雑音が少ない郊外に作られることが多い。通常、土地代の安い場所に作られる上、設備投資額が小さいので、電波暗室より利用料金は安価であることが多い。半面、これは交通が不便な場所ということを示しており、実験立会者の出張や実験対象物の搬入などに時間と費用が意外とかかることがある。

## サイト・アッテネーション
規格通りに設備を作っても、電波の減衰特性は一定にはならない。そこで、基準発振器と基準アンテナからの電波を基準アンテナで受信して測定することによって、サイトの電波減衰特性を測り、その数値によって実際の測定の際に測定値の補正を行う。この数値をサイト・アッテネーションと呼ぶ。

## 測定
被測定機器を回転させ、アンテナを上下して、最も高い測定値になる設定を探しながら、規定の周波数範囲すべてについて、アンテナの向きを垂直にした場合(垂直偏波)と水平にした場合(水平偏波)の両方で測定を行う。
外来雑音が少ない郊外と言っても、外来雑音はたくさん飛び交っており、被測定機器から発生する電波と区別するには熟練を必要とする。放送局などの周波数を熟知し、受信機の音で判断したり、必要に応じて被測定機器の電源を切ったりして判別する。

## 参考画像

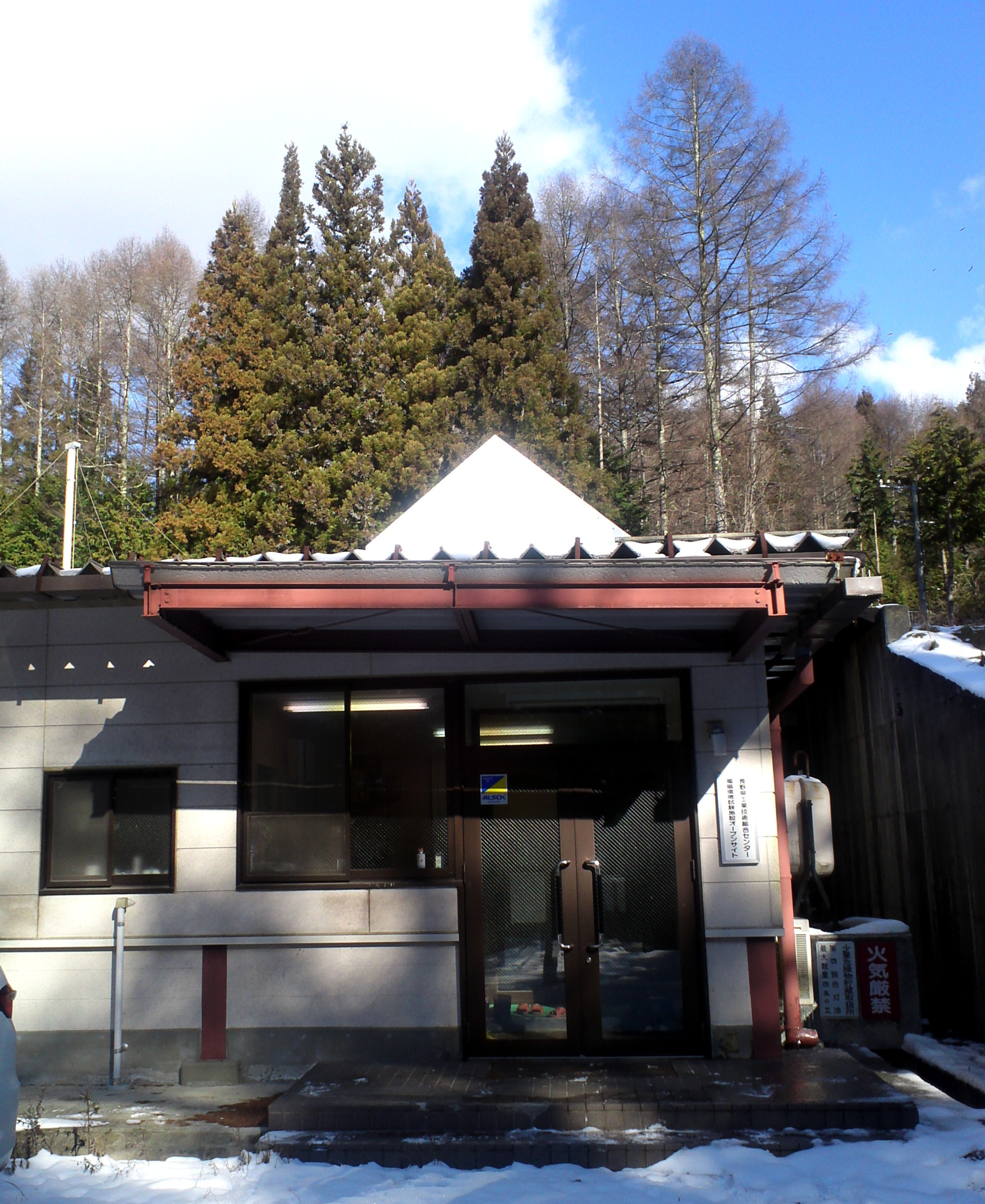
岡谷オープンサイト、正面入り口